# Bioculus comondae
Espèce
Synonymes
- Bioculus belvederi Stahnke, 1968
- Bioculus danzantiensis Stahnke, 1968
- Bioculus luteus Stahnke, 1968
- Bioculus parraensis Stahnke, 1968
- Bioculus santoensis Stahnke, 1968
- Bioculus similis Stahnke, 1968

Bioculus comondae est une espèce de scorpions de la famille des Diplocentridae.

## Distribution
Cette espèce est endémique de Basse-Californie du Sud au Mexique.

## Description
Le mâle holotype mesure 41,65 mm et la femelle paratype 37,41 mm.

## Systématique et taxinomie
Bioculus belvederi, Bioculus danzantiensis, Bioculus luteus, Bioculus parraensis, Bioculus santoensis et Bioculus similis ont été placées en synonymie par Williams et Lee en 1975.

## Étymologie
Son nom d'espèce lui a été donné en référence au lieu de sa découverte, Comondú.

## Publication originale
- Stahnke, 1968 : Some diplocentrid scorpions from Baja California del Sur, Mexico. Proceedings of the California Academy of Sciences, vol. 35, no 14, p. 273–320 (texte intégral).